# 이장혁
이장혁(1972년 11월 29일 ~)은 대한민국의 남성 싱어송라이터이다.
1996년 '아무밴드'로 음악활동을 시작했고, 2002년부터는 솔로 활동을 시작했다.

## 음반 목록

### 정규 음반
- 이장혁 Vol.1 (2004년)

2008년 11월 21일에 재발매.
- 이장혁 Vol.2 (2008년 12월 24일)
- 이장혁 Vol.3 (2014년 9월 18일)

### 참여 음반
- RUBY'S PARADISE 2009

## 출연

### TV
- 음악 여행 라라라 (MBC, 2009년 2월 25일)